# Чемпионат СССР по лёгкой атлетике в помещении 1989
Чемпионат СССР по лёгкой атлетике в помещении 1989 года прошёл 3—5 февраля в Гомеле в легкоатлетическом манеже «Динамо». Соревнования впервые в истории прошли в этом белорусском городе. На протяжении 3 дней были разыграны 23 комплекта медалей.
Послеолимпийский чемпионат страны проигнорировало большое количество членов сборной СССР: многие предпочли выступить на коммерческих стартах либо вовсе пропустить зимний сезон. Так, в женском толкании ядра в сектор вышли всего три участницы.
Лучший результат на турнире показал Радион Гатауллин, в отсутствие Сергея Бубки установивший новый мировой рекорд в прыжке с шестом — 6,02 м. Ближайшего преследователя прыгун из Ташкента опередил на 32 см.
Высокий личный рекорд в прыжке в длину установила Лариса Бережная — 7,20 м, дальше в истории СССР прыгала только рекордсменка страны (7,30 м) Галина Чистякова.
Чемпионат СССР по многоборьям в помещении проводился отдельно 18—19 февраля 1989 года в Волгограде.

## Медалисты

### Мужчины
| Дисциплина       | Золото                                          | Золото   | Серебро                                        | Серебро  | Бронза                                  | Бронза   |
| ---------------- | ----------------------------------------------- | -------- | ---------------------------------------------- | -------- | --------------------------------------- | -------- |
| 60 м             | Виталий Савин Казахская ССР Алма-Ата            | 6,58     | Игорь Грошев РСФСР Московская область          | 6,65     | Юрий Мизера РСФСР Московская область    | 6,65     |
| 200 м            | Андрей Федорив Москва                           | 21,69    | Александр Лысенко Украинская ССР Сумы          | 21,87    | Кястутис Климас Литовская ССР Каунас    | 22,10    |
| 400 м            | Игорь Житкевич РСФСР Воронеж                    | 47,45    | Владимир Попов Москва                          | 47,67    | Пётр Ханьжин РСФСР Пермь                | 47,76    |
| 800 м            | Виктор Калинкин РСФСР Пенза                     | 1.50,45  | Сергей Тимофеев РСФСР Новочеркасск             | 1.50,57  | Дмитрий Постнов РСФСР Красноярск        | 1.50,68  |
| 1500 м           | Владимир Колпаков РСФСР Челябинск               | 3.41,60  | Сергей Афанасьев РСФСР Московская область      | 3.43,56  | Василий Матвеев Москва                  | 3.45,44  |
| 60 м с барьерами | Игорь Казанов Латвийская ССР Рига               | 7,56     | Александр Маркин Москва                        | 7,69     | Владимир Шишкин РСФСР Горький           | 7,71     |
| Прыжок в высоту  | Алексей Емелин Москва                           | 2,32 м   | Рудольф Поварницын Украинская ССР Киев         | 2,32 м   | Сергей Дымченко Украинская ССР Киев     | 2,29 м   |
| Прыжок с шестом  | Радион Гатауллин Узбекская ССР Ташкент          | 6,02 м   | Игорь Потапович Казахская ССР Алма-Ата         | 5,70 м   | Виктор Рыженков Узбекская ССР Ташкент   | 5,65 м   |
| Прыжок в длину   | Владимир Ратушков Ленинград                     | 7,99 м   | Игорь Харитонов РСФСР Смоленск                 | 7,95 м   | Сергей Заозёрский РСФСР Архангельск     | 7,93 м   |
| Тройной прыжок   | Владимир Иноземцев Украинская ССР Ворошиловград | 17,39 м  | Николай Мусиенко Украинская ССР Днепропетровск | 17,32 м  | Владимир Черников Узбекская ССР Ташкент | 16,97 м  |
| Толкание ядра    | Александр Багач Украинская ССР Бровары          | 20,21 м  | Николай Бородкин Украинская ССР Хмельницкий    | 19,97 м  | Вячеслав Лыхо РСФСР Московская область  | 19,96 м  |
| Ходьба на 5000 м | Михаил Щенников Москва                          | 18.15,91 | Франц Костюкевич Белорусская ССР Минск         | 18.16,54 | Евгений Мисюля Белорусская ССР Минск    | 18.56,10 |

### Женщины
| Дисциплина                | Золото                                    | Золото   | Серебро                                   | Серебро  | Бронза                                   | Бронза   |
| ------------------------- | ----------------------------------------- | -------- | ----------------------------------------- | -------- | ---------------------------------------- | -------- |
| 60 м                      | Ольга Наумкина Москва                     | 7,21     | не вручалась                              |          | Надежда Рощупкина РСФСР Тула             | 7,22     |
| Наталья Ковтун РСФСР Тула |                                           |          |                                           |          |                                          |          |
| 200 м                     | Наталья Ковтун РСФСР Тула                 | 23,29    | Наталья Бочина Ленинград                  | 23,36    | Марина Маркина Москва                    | 23,67    |
| 400 м                     | Марина Харламова РСФСР Волгоград          | 53,12    | Марина Шмонина Узбекская ССР Ташкент      | 53,28    | Людмила Джигалова Украинская ССР Харьков | 53,33    |
| 800 м                     | Татьяна Гребенчук Белорусская ССР Брест   | 2.02,62  | Марина Ячменёва Ленинград                 | 2.02,64  | Светлана Китова Москва                   | 2.02,77  |
| 1500 м                    | Марина Ячменёва Ленинград                 | 4.13,45  | Светлана Китова Москва                    | 4.13,96  | не вручалась                             |          |
| 1500 м                    | Марина Ячменёва Ленинград                 | 4.13,45  | Людмила Борисова Ленинград                | 4.13,96  | не вручалась                             |          |
| 3000 м                    | Марина Плужникова РСФСР Горький           | 9.13,38  | Стефания Статкувене Литовская ССР Вильнюс | 9.14,07  | Людмила Борисова Ленинград               | 9.16,70  |
| 60 м с барьерами          | Людмила Нарожиленко РСФСР Мичуринск       | 7,81     | Елизавета Чернышёва РСФСР Свердловск      | 7,91     | Галина Хаустова РСФСР Нальчик            | 8,00     |
| Прыжок в высоту           | Наталья Голоднова Казахская ССР Караганда | 1,94 м   | Ольга Турчак Казахская ССР Алма-Ата       | 1,94 м   | Елена Поникаровских Ленинград            | 1,91 м   |
| Прыжок в длину            | Лариса Бережная Украинская ССР Киев       | 7,20 м   | Иоланда Чен Москва                        | 7,05 м   | Инесса Кравец Украинская ССР Киев        | 6,88 м   |
| Толкание ядра             | Дангуоле Урбикене Литовская ССР Вильнюс   | 18,24 м  | Татьяна Хорхулёва Белорусская ССР Витебск | 17,73 м  | Валентина Федюшина Москва                | 17,56 м  |
| Ходьба на 3000 м          | Алина Иванова РСФСР Чебоксары             | 12.15,31 | Наталья Сербиненко Украинская ССР Донецк  | 12.18,19 | Елена Сайко РСФСР Челябинск              | 12.34,61 |

## Чемпионат СССР по многоборьям
Чемпионы страны в многоборьях определились 18—19 февраля 1989 года в Волгограде в манеже института физической культуры. Одновременно с чемпионатом прошёл матч СССР—ГДР, где советские легкоатлеты победили в мужском и женском зачётах. Роман Терехов выиграл и чемпионат, и матч с новым рекордом страны — 6767 очков.

### Мужчины
| Дисциплина  | Золото                         | Золото     | Серебро            | Серебро    | Бронза                              | Бронза    |
| ----------- | ------------------------------ | ---------- | ------------------ | ---------- | ----------------------------------- | --------- |
| Восьмиборье | Роман Терехов РСФСР Ставрополь | 6767 очков | Алексей Лях Москва | 6750 очков | Рамиль Ганиев Узбекская ССР Ташкент | 6582 очка |

### Женщины
| Дисциплина | Золото                             | Золото     | Серебро                | Серебро    | Бронза                          | Бронза    |
| ---------- | ---------------------------------- | ---------- | ---------------------- | ---------- | ------------------------------- | --------- |
| Пятиборье  | Ирина Матюшева Украинская ССР Киев | 4376 очков | Лариса Никитина Москва | 4314 очков | Татьяна Морозова РСФСР Кемерово | 4224 очка |